# چوراک (بسنی)
چوراک (به ترکی استانبولی: Çorak) یک منطقهٔ مسکونی در ترکیه است که در بسنی واقع شده‌است.